# グリコゲニン
グリコゲニン（英: glycogenin）は、グルコースからグリコーゲンへの変換に関与する酵素である。グリコゲニンはグルコース分子の重合のプライマーとして作用し、最初の数個の分子の重合を担う。その後の重合反応は他の酵素に引き継がれる。37 kDaのサブユニットからなるホモ二量体で、グリコシルトランスフェラーゼに分類される。
この酵素は次の化学反応を触媒する。
UDP-α-D-グルコース + グリコゲニン  UDP + α-D-グルコシルグリコゲニン
すなわち、この酵素の2つの基質はUDP-α-D-グルコースとグリコゲニンであり、2つの産物はUDPとα-D-グルコシルグリコゲニンである。

## 命名
この酵素はグリコシルトランスフェラーゼファミリー、特にヘキソシルトランスフェラーゼ（hexosyltransferase）に属する。この酵素の系統名はUDP-α-D-グルコース:グリコゲニン α-D-グルコシルトランスフェラーゼ（UDP-alpha-D-glucose:glycogenin alpha-D-glucosyltransferase）である。他の慣用名には次のようなものがある。
- グリコゲニン
- プライミンググルコシルトランスフェラーゼ（priming glucosyltransferase）
- UDP-グルコース:グリコゲニン グルコシルトランスフェラーゼ

グリコゲニンはグリコーゲン合成の開始を担い、グリコーゲンシンターゼが引き継ぐ。 

## 発見
グリコゲニンは1984年にWilliam Joseph Whelanによって発見された。

## 機能
肝臓や筋肉でのグリコーゲン合成はUDP-グルコースによって開始されるが、グリコーゲンの重合の主要な酵素であるグリコーゲンシンターゼは、少なくとも3つのグルコース残基の鎖が存在しているときにのみ、付加を行うことができる。グリコゲニンはグリコーゲン合成のプライマーとして作用し、グルコースの付加も行うことができる。この反応は自身へのグルコースの付加（自己触媒）によって行われ、UDP-グルコースのグルコースをチロシン194番残基のヒドロキシル基に結合させる。さらにグリコゲニンのグルコシルトランスフェラーゼ活性によって、UDP-グルコースに由来するグルコースを7つ付加することができる。十分なグルコース残基が付加されると、グルコース鎖の伸長はグリコーゲンシンターゼに引き継がれる。このときもグリコゲニンはグリコーゲン分子の還元端に共有結合的に結合したままである。

## 構造

グリコーゲンの二次元断面図。コアタンパク質であるグリコゲニンはグルコース単位からなる枝に囲まれている。球状複合体には約3万単位のグルコースが含まれている。

## アイソザイム
ヒトでは、グリコゲニンには2つのアイソフォームが存在する。GYG1遺伝子にコードされるグリコゲニン1は筋肉で発現し、GYG2遺伝子にコードされるグリコゲニン2は肝臓と心筋で発現しているが、骨格筋では発現しない。グリコゲニン1の欠乏患者が見つかっており、筋細胞にグリコーゲンを貯蔵することができないため、筋力低下と心臓疾患が引き起こされる。
| glycogenin 1       | glycogenin 1     |
| 識別子             | 識別子           |
| ------------------ | ---------------- |
| 略号               | GYG1             |
| 他の略号           | GYG              |
| Entrez             | 2992             |
| HUGO               | 4699             |
| OMIM               | 603942           |
| RefSeq             | NM_004130        |
| UniProt            | P46976           |
| 他のデータ         |                  |
| EC番号 (KEGG)      | 2.4.1.186        |
| 遺伝子座           | Chr. 3 q24-q25.1 |
| テンプレートを表示 |                  |

| glycogenin 2       | glycogenin 2 |
| 識別子             | 識別子       |
| ------------------ | ------------ |
| 略号               | GYG2         |
| Entrez             | 8908         |
| HUGO               | 4700         |
| OMIM               | 300198       |
| RefSeq             | NM_003918    |
| UniProt            | O15488       |
| 他のデータ         |              |
| EC番号 (KEGG)      | 2.4.1.186    |
| 遺伝子座           | Chr. X p22.3 |
| テンプレートを表示 |              |

## 関連文献
- “A precursor of glycogen biosynthesis: alpha-1,4-glucan-protein”. Eur. J. Biochem. 52 (1):  117–23. (1975). doi:10.1111/j.1432-1033.1975.tb03979.x. PMID 809265.
- “Identification of the 38-kDa subunit of rabbit skeletal muscle glycogen synthase as glycogenin”. Eur. J. Biochem. 169 (3):  497–502. (1987). doi:10.1111/j.1432-1033.1987.tb13637.x. PMID 3121316.
- “Glycogenin is the priming glucosyltransferase required for the initiation of glycogen biogenesis in rabbit skeletal muscle”. Eur. J. Biochem. 176 (2):  391–5. (1988). doi:10.1111/j.1432-1033.1988.tb14294.x. PMID 2970965.
- Berman, M.C. and Opie, L.A. (Eds.), Membranes and Muscle, ICSU Press/IRL Press, Oxford, 1985, p. 65-84.
- “A novel glycosyl-amino acid linkage: rabbit-muscle glycogen is covalently linked to a protein via tyrosine”. Biochem. Biophys. Res. Commun. 132 (2):  829–36. (1985). doi:10.1016/0006-291X(85)91206-9. PMID 4062948.
- “A self-glucosylating protein is the primer for rabbit muscle glycogen biosynthesis”. FASEB J. 2 (15):  3097–103. (1988). doi:10.1096/fasebj.2.15.2973423. PMID 2973423.
- “Catalytic activities of glycogenin additional to autocatalytic self-glucosylation”. J. Biol. Chem. 270 (25):  15315–9. (1995). doi:10.1074/jbc.270.25.15315. PMID 7797519.
- “A new look at the biogenesis of glycogen”. FASEB J. 9 (12):  1126–37. (1995). doi:10.1096/fasebj.9.12.7672505. PMID 7672505.
- “Characterization of human glycogenin-2, a self-glucosylating initiator of liver glycogen metabolism”. J. Biol. Chem. 273 (52):  34850–6. (1998). doi:10.1074/jbc.273.52.34850. PMID 9857012.